# Die schwarze Sklavin
Die schwarze Sklavin (Originaltitel: Tamango) ist ein französischer Historienfilm aus dem Jahr 1957, der in Deutschland am 2. April 1958 erstaufgeführt wurde. Er erlangte Bekanntheit durch seine damals gewagten Liebesszenen mit Curd Jürgens und Dorothy Dandridge. Die literarische Vorlage stammte von Prosper Mérimée; Produktionsfirma war Films du Cyclope.

## Handlung
Die Handlung spielt 1815, als der Sklavenhandel in Frankreich bereits geächtet war, in der Illegalität jedoch fortgeführt wurde.
An Bord des Schiffs „L’Esperanza“ führt der Kapitän ein grausames Regiment; er hält seine an der Küste Guineas gefangenen Schwarzen an Ketten und unter Deck, sorgt jedoch für die körperliche Stärke und gibt ihnen genug Nahrung – schließlich sind sie bares Geld wert. Einer der Gefangenen, Tamango, gerät mit dem Kapitän aneinander. Dieser erteilt ihm, den er teuer verkaufen kann, eine Lektion, indem er einen der anderen Sklaven tötet und dann Tamango auf Deck anbinden lässt. Während Tamango unter der heißen Sonne brät, versucht die Sklavengeliebte des Kapitäns, eine Mulattin namens Aiche, ihn zum Ruhe Halten zu überreden. Tamango weist Aiches Empfehlung zurück und plant einen Aufruhr mit seinen Kriegerkameraden. Einer seiner Mitgefangenen wird bei Vorbereitungen für den Angriff getötet. Unterdessen ist Aiche zwischen ihrer Liebe für den Kapitän und ihrer Loyalität bezüglich ihrer Landsleute gefangen; außerdem muss sie sich der Annäherungsversuche von Corot, dem zynischen Schiffsarzt, erwehren.
Unter Deck nimmt Tamango während eines Sturms Rache für die Tötung seines Freunds, indem er dessen Mörder, den ersten Maat Bébé, ermordet und seine Leiche versteckt. Als Aiche von Corot erfährt, dass der Kapitän sie niemals heiraten wird und eine Verlobte hat, die in Frankreich auf ihn wartet, entscheidet sie sich, die Gefangenen zu unterstützen. Mit ihrer Unterstützung stehlen Tamango und die anderen Sklaven die Waffen der Mannschaft und beginnen den Aufstand. Sie nehmen Geiseln, töten acht der Männer des Kapitäns. Aiche lässt ihn zwischen seiner Liebe für sie und der Rache für das Blutbad wählen. Als eine versuchte Ausräucherung der Gefangenen scheitert, lässt der Kapitän eine Kanone auf die Sklaven richten und tötet seine gesamte menschliche Ladung.

## Hintergrund
Die schwarze Sklavin war der erste Film des Regisseurs John Berry, nachdem er auf die „Schwarze Liste“ der McCarthy-Ära gesetzt worden war.
Erst zwei Jahre nach seiner Uraufführung gelangte der Film in beschränktem Umfang in den Verleih der US-Kinos.

## Kritik
„Prosper Mérimées Novelle war ein elegant-zynischer Exkurs, ein Hieb gegen die Aristokratie und das Bürgertum. Der Film, gut und bunt und breit inszeniert, ist eine larmoyante Moritat.“

„[H]erkömmliches Breitwandschrecknis […] selbst die pikante Darstellerkombination Curd Jürgens-Dorothy Dandridge vermag dem Film nicht aufzuhelfen. Die beiden Stars bilden als leibeigene Negerin und erzgermanischer Herrenmensch ein doch eher grämliches als aufregendes Paar.“

Die internationale Kritik war deutlich positiver; so schreibt der TVGuide: „Was an der neuen CinemaScope-Kopie sofort auffällt, ist, dass Tamango hervorragend aussieht; der Gebrauch von Farbe, Ausleuchtung und die Ausstattung lassen einen staunen. Noch bemerkenswerter ist jedoch das Drehbuch, das durchgängig mit der Seite der afrikanischen Gefangenen sympathisiert und niemals deren Lage in sensationalistischer Weise missbraucht.“